# 圣旺迪蒂约勒
圣旺迪蒂约勒（法語：Saint-Ouen-du-Tilleul，法語發音：[sɛ̃.t‿wɛ̃ dy tijœl]）是法国厄尔省的一个市镇，属于贝尔奈区。

## 地理
圣旺迪蒂约勒（49°17'38"N, 0°56'52"E）面积3.99 平方千米，位于法国诺曼底大区厄尔省，该省份为法国北部内陆省份，北起滨海塞纳省，西接奧恩省和卡爾瓦多斯省，南至厄尔-卢瓦省，东临瓦兹省、瓦兹河谷省和伊夫林省。
与圣旺迪蒂约勒接壤的市镇（或旧市镇、城区）包括：埃尔伯夫、拉隆德、博鲁穆瓦。

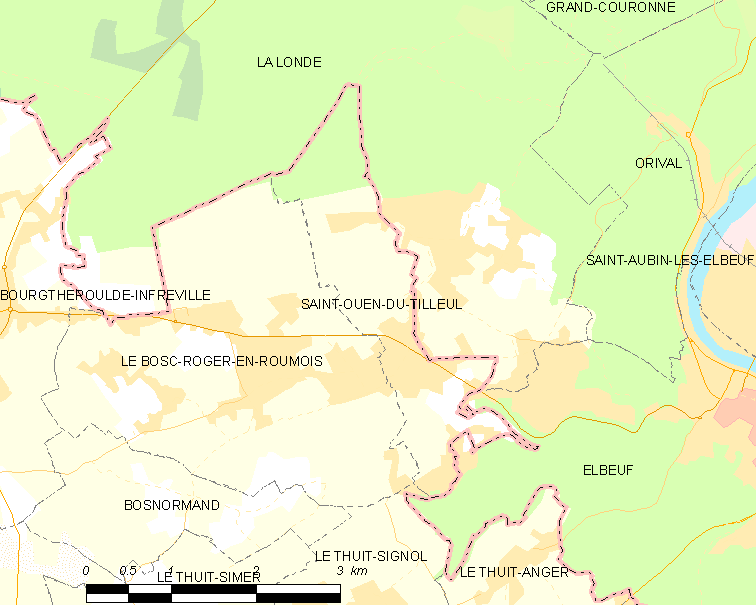
圣旺迪蒂约勒的OSM定位图

圣旺迪蒂约勒的时区为UTC+01:00、UTC+02:00（夏令时）。

## 行政
圣旺迪蒂约勒的邮政编码为27670，INSEE市镇编码为27582。

## 政治
圣旺迪蒂约勒所属的省级选区为大布特鲁尔德县。

## 人口

1962-2008年间圣旺迪蒂约勒人口变化图示

圣旺迪蒂约勒于2022年1月1日时的人口数量为1777人。